# 聖薩爾瓦多 (瓜伊拉省)

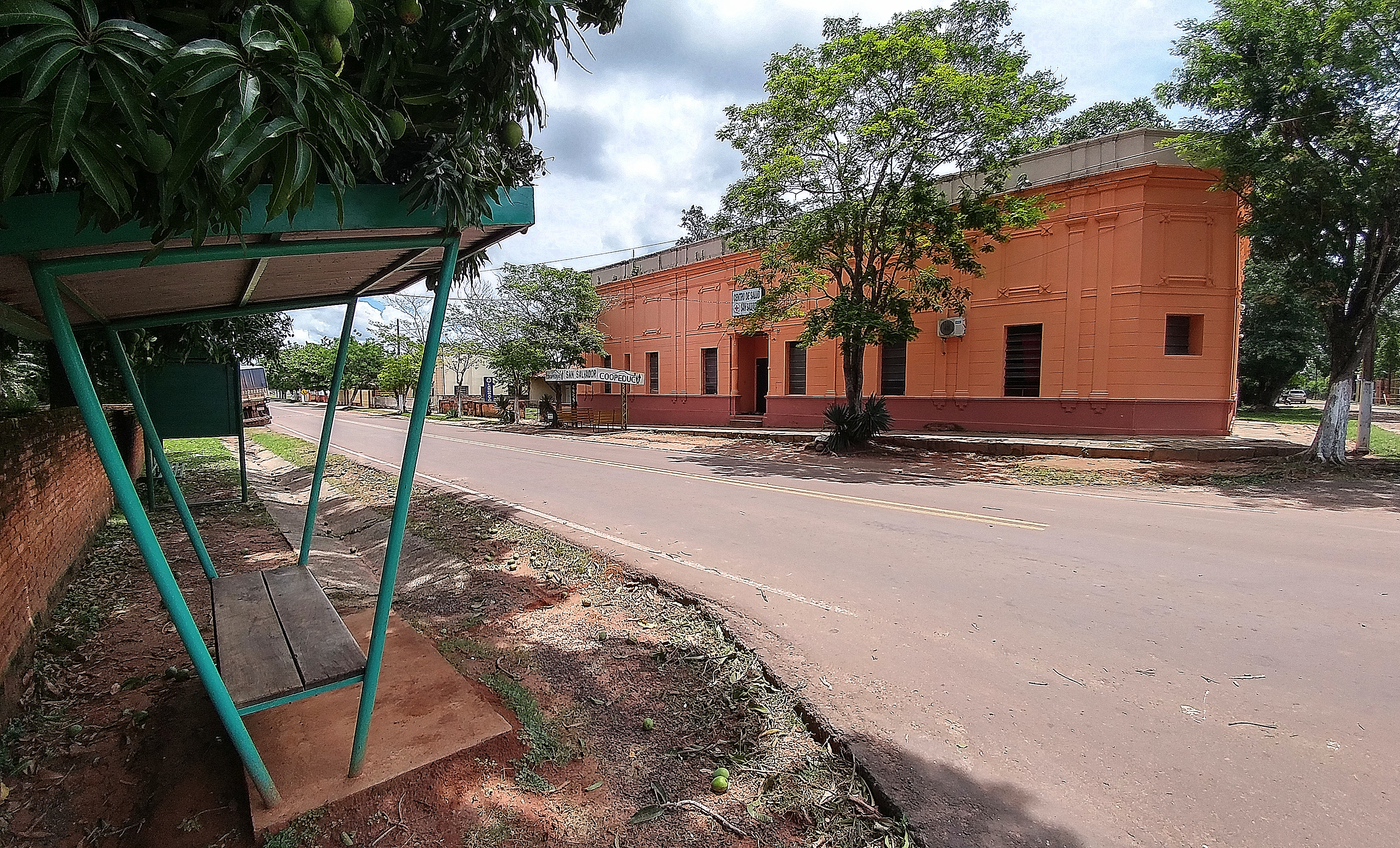
圣萨尔瓦多公交车站

聖薩爾瓦多（西班牙語：San Salvador），是巴拉圭的城鎮，位於該國東南部，由瓜伊拉省負責管轄，距離比亞里卡18公里，面積140平方公里，2008年人口3,483，人口密度每平方公里24.88人。